# ADORA1
ADORA1 (англ. Adenosine A1 receptor) – білок, який кодується однойменним геном, розташованим у людей на короткому плечі 1-ї хромосоми.  Довжина поліпептидного ланцюга білка становить 326 амінокислот, а молекулярна маса — 36 512.
| 10         |  | 20         |  | 30         |  | 40         |  | 50         |
| ---------- |  | ---------- |  | ---------- |  | ---------- |  | ---------- |
| MPPSISAFQA |  | AYIGIEVLIA |  | LVSVPGNVLV |  | IWAVKVNQAL |  | RDATFCFIVS |
| LAVADVAVGA |  | LVIPLAILIN |  | IGPQTYFHTC |  | LMVACPVLIL |  | TQSSILALLA |
| IAVDRYLRVK |  | IPLRYKMVVT |  | PRRAAVAIAG |  | CWILSFVVGL |  | TPMFGWNNLS |
| AVERAWAANG |  | SMGEPVIKCE |  | FEKVISMEYM |  | VYFNFFVWVL |  | PPLLLMVLIY |
| LEVFYLIRKQ |  | LNKKVSASSG |  | DPQKYYGKEL |  | KIAKSLALIL |  | FLFALSWLPL |
| HILNCITLFC |  | PSCHKPSILT |  | YIAIFLTHGN |  | SAMNPIVYAF |  | RIQKFRVTFL |
| KIWNDHFRCQ |  | PAPPIDEDLP |  | EERPDD     |  |            |  |            |

A: Аланін

C: Цистеїн

D: Аспарагінова кислота

E: Глутамінова кислота

F: Фенілаланін

G: Гліцин

H: Гістидин

I: Ізолейцин

K: Лізин

L: Лейцин

M: Метіонін

N: Аспарагін

P: Пролін

Q: Глутамін

R: Аргінін

S: Серин

T: Треонін

V: Валін

W: Триптофан

Кодований геном білок за функціями належить до рецепторів, g-білокспряжених рецепторів, білків внутрішньоклітинного сигналінгу. 
Локалізований у клітинній мембрані, мембрані.